# Korołewo

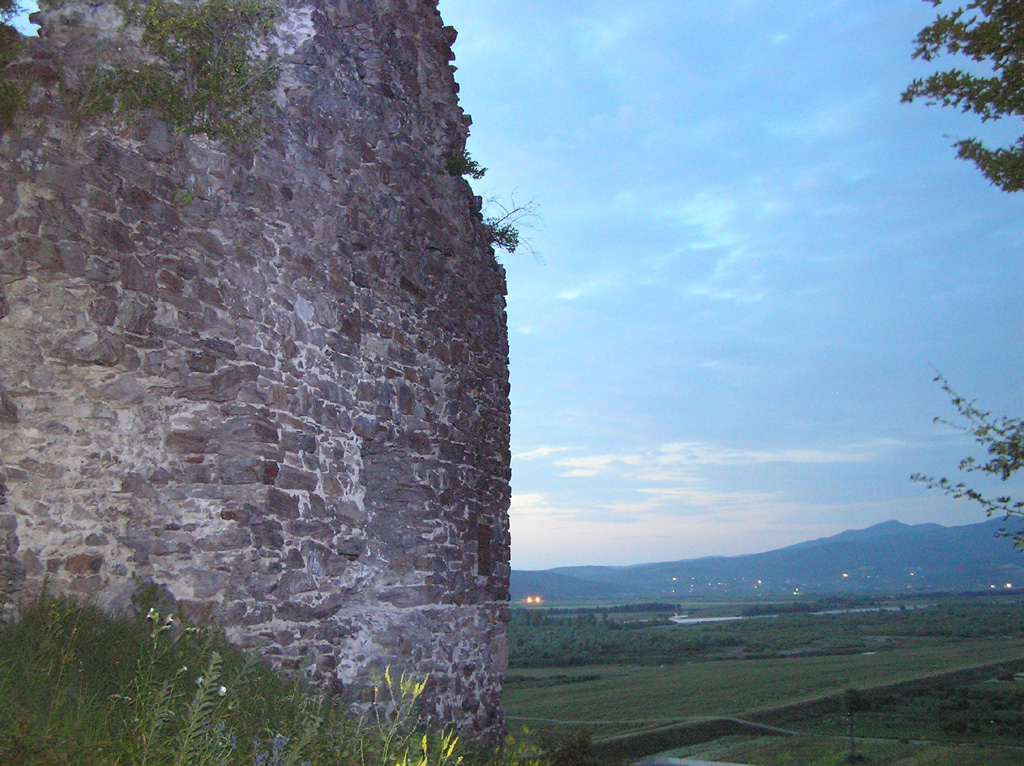
Zamek w Korołewie

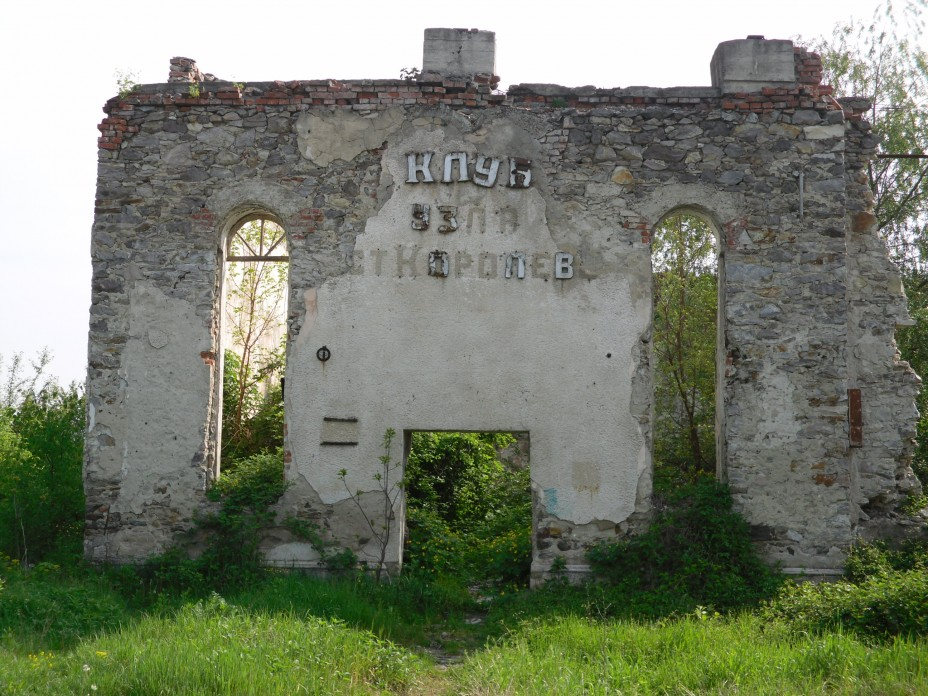
Ruiny synagogi

Korołewo (ukr. Королево; niem. Königsfeld an der Theiß; słow. Kráľovo nad Tisou; węg. Királyháza) – osiedle typu miejskiego na Ukrainie, w obwodzie zakarpackim.

## Zabytki
- zamek – wybudowany w XII w. przez króla Stefana V węgierskiego pierwotnie jako domek myśliwski[2]. W połowie XIII w. król węgierski Bela IV postawił w tym miejscu kamienny zamek, który miał za zadanie obronę granic jego państwa. W XIV w. zamek doznał poważnego uszczerbku z powodu oblężenia przez króla Karola Roberta. W 1405 r. warownia została ofiarowana rodzinie Perenyich, która występując przeciwko cesarzowi Leopoldowi I w 1672 r. doprowadziła do zniszczenia zamku. Obecnie na 40 metrowym wzniesieniu można oglądać tylko ruiny[2].
- synagoga.